# 莫讷伦
莫讷伦（法語：Monneren，法語發音：[mɔnəʁən]；洛林法兰克语：Monner）是法国摩泽尔省的一个市镇，位于该省中部偏北，属于蒂永维尔区。

## 地名
由于语源问题，该地名Monneren拼读方式不符合法语正字法，其标准发音为[mɔnəʁən]，根据实际发音其应译作“莫讷伦”，《世界地名译名词典》将其纯按法汉译音表误译作“莫讷朗”。

## 地理
莫讷伦（49°20'41"N, 6°24'54"E）面积11.06 平方千米，位于法国大東部大區摩泽尔省，该省份为法国东北部内陆省份，是洛林的一部分，西南接默尔特-摩泽尔省，东临下莱茵省，北与卢森堡和德国接壤。
与莫讷伦接壤的市镇（或旧市镇、城区）包括：肯普利什、凯尔兰莱锡尔克、劳默斯费尔德、乌德雷讷、圣弗朗索瓦-拉克鲁瓦、韦克兰。
莫讷伦的时区为UTC+01:00、UTC+02:00（夏令时）。

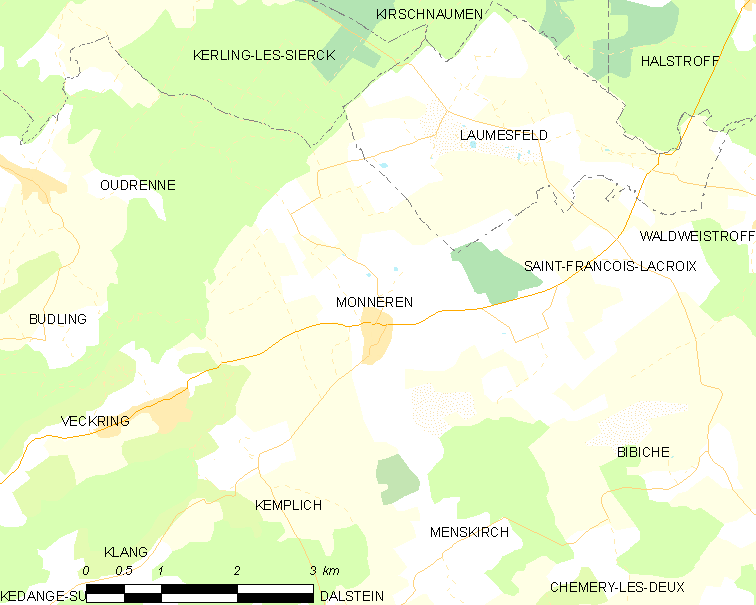
莫讷伦的OSM定位图

## 行政
莫讷伦的邮政编码为57920，INSEE市镇编码为57476。

## 政治
莫讷伦所属的省级选区为梅采维斯县。

## 人口

1962-2008年间莫讷伦人口变化图示

莫讷伦于2022年1月1日时的人口数量为401人。